# Дороти Брук
Дороти Брук (Мелроуз, 1. јун 1883 — Каиро, 10. јун 1955) била је хуманитарна радница и активисткиња. Позната је по свом залагању за добробит коња, посебно оних који су коришћени за војне потребе и рад. Основала је једну од првих болница за лечење ових животиња у Каиру 1934. године, што је касније резултирало формирањем једне од највећих светских организација за заштиту животиња под именом Бруки (Brooke), која је посвећена побољшању живота радних коња, магараца и мазги.

## Младост и брак
Дороти Брук рођена је 1883. године у Мелоузу у Шкотској као Дороти Гибсон-Крејг (енгл. Dorothy Gibson-Craig), у породицу која је вековима била део шкотске аристократије. Детињство је провела у Шкотској, а касније је одрастала у Вилтширу и Хампширу.
Први брак је склопила 1905. године. Упркос томе што су супружници имали троје деце, Доротин први брак окончан је разводом 1926. године. Две године након развода Дороти се удала за мајора Џефрија Франсиса Брука, који је био уважени стручњак за коње и аутор многобројних књига из области узгоја, неге и обуке ових животиња. Поред тога, Џефри Брук је дресирао сопствене расне коње, бавио се стиплчезом, полом и show jumping-ом и учествовао на Летњим Олимпијским играма 1924. године као члан британског коњичког тима.

## Одлазак у Каиро и Кампања за заштиту коња
Године 1930. године, Доротин други супруг Џефри Брук је постављен за команданта британске коњичке бригаде у Египту и они се октобра исте године селе у Каиро. Управо је тај тренутак пресудно утицао да се Дороти нађе у ситуацији да помаже коњима и да се залеже за њихову заштиту. У то време су коњи повређени у борбама током Првог светског рата, упркос снажним протестима Британаца који су живели у Каиру, дистрибуирани египатским препродавцима и то директно из британских ветеринарских болница где су лечени. Чим је са супругом стигла у Каиро Дороти Брук је чула гласине о овим коњима. Најпре је до ње стигла вест да их има свега око 200 животиња, да би касније сазнала да њихов број превазилази 5000. У настојању да их спасе страшне судбине Дороти је од сопствених средстава откупљивала сваког остарелог ратног коња на кога би наишла, а сакупљала је и новац од пријатеља, познаника. Убрзо је основала и Комитет за те потребе, а отпочела је и званичну Кампању спашавања старих ратних коња. Априла 1931 Дороти се обратила листу Морнинг Пост са молбом за помоћ у сакупљању новчаних средстава за потребе кампање. Хиљаде читалаца одазвало се овом позиву, а подршку јој је пружио и краљ Џорџ V. За помоћ коњима тада је прикупљена сума новца која би одговарала данашњој суми од 20.000 фунти.
У почетку је за потребе збрињавања коња Дороти користила просторије египатског Друштва за заштиту животиња, али је то било привремено решење због неадекватних услова и недостатка одговарајућих дозвола. Због тога је наставила да се ангажује на прикупљању новца и подршке, писању памфлета и обраћању штампи. Захваљујући њеним напорима, коњима су обезбеђени пристојан смештај, храна, вода и ветеринарска нега, а мањи број њих је враћен у Енглеску. Дороти је 1934. године успела да оснује у Каиру посебну болницу за војне и радне коње (Old War Horse Memorial Hospital), где је обезбеђена бесплатна ветеринарска помоћ за све болесне и изнемогле коње и радне животиње.

## Комитет за откуп коња
Како није била у могућности да сама откупи све старе коње Дороти се обратила за помоћ Комитету за откуп, чији је члан био и њен супруг. Широм Египта организоване су потраге за старим ратним коњима широм и ангажовани су посебни скаути који су их проналазили. Комитет је успевао да откупу између 60 и 70 коња недељно. На тај начин је између 1930. и 1934. године пронађено око 5000 старих војних коња и мула.

## Крај живота
Дороти Брук је умрла 1955. године у својој кући у Хелиополису, предграђу Каира. Иза себе је оставила болницу за коње, као и организацију за заштиту животиња под именом Бруки (Brooke), која и даље функционише као једна од највећих светских организација за заштиту коња, магараца и мула који се користе за рад у најсиромашнијим земљама Блиског истока, Азије, Африке, а од скора и Латинске Америке.
Године 1960. болница је објавила њене мемоаре у књизи За љубав коња: дневници госпође Брук (For love of horses: The Diaries of Mrs. Geoffrey Brooke). Године 2017 објављена је и књига о животу и раду Дороти Брук под насловом Дороти Брук и борба за спас изгубљених ратних коња Каира (Dorothy Brooke and the Fight to Save Cairo’s Lost War Horses).